# Cazine
La Cazine, ou le ruisseau de la Cazine, est un ruisseau français du département de la Creuse, en région Nouvelle-Aquitaine ; c'est un affluent de la Sédelle, donc un sous-affluent de la Loire par la Creuse et la Vienne.

## Géographie

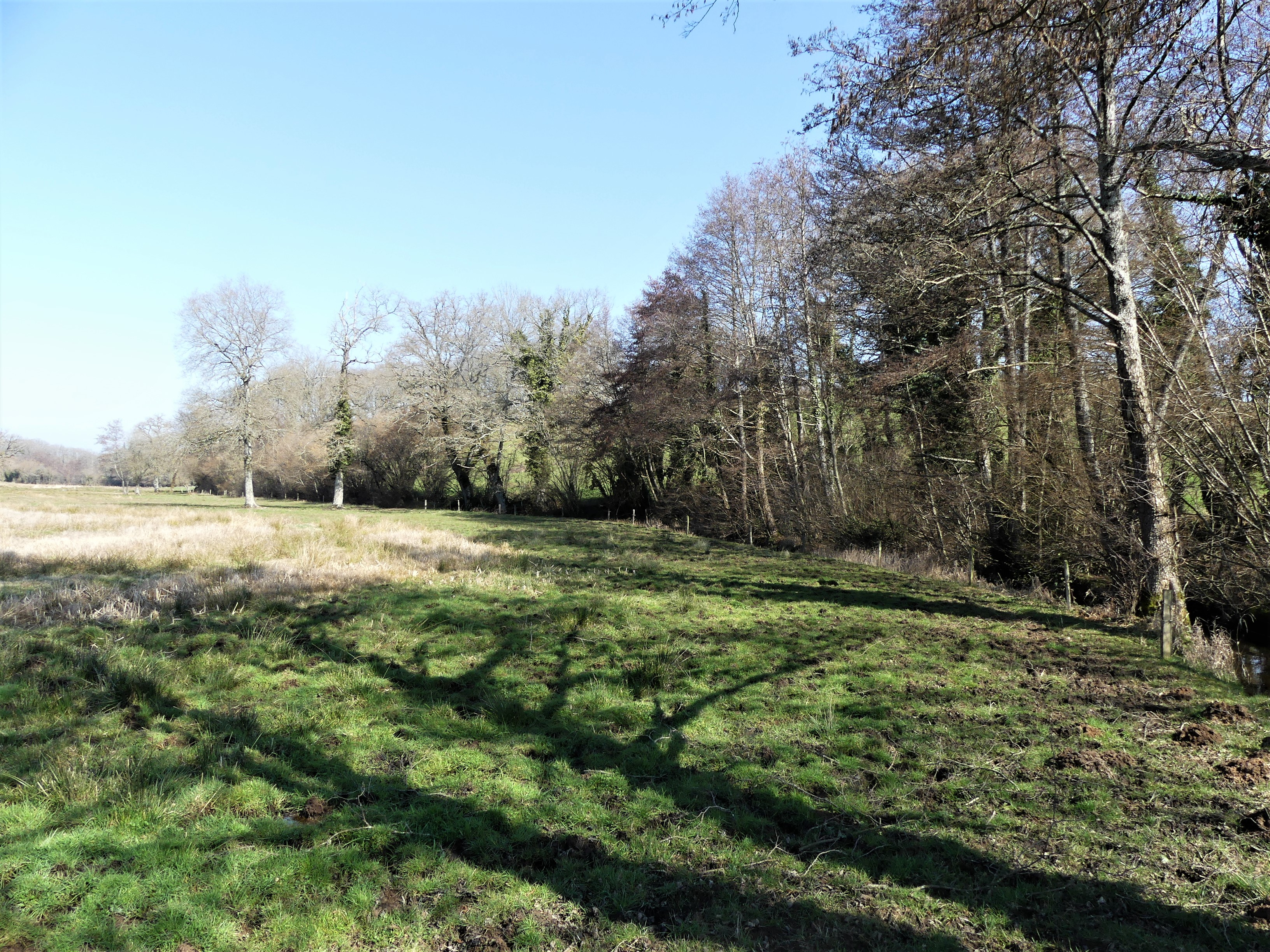
La vallée de la Cazine à Noth, près de Masgelat. Vue prise en direction de l'aval.

La Cazine prend sa source dans le département de la Creuse à 431 mètres d'altitude, sur la commune de Lizières, entre les lieux-dits Leyport et les Bouiges, environ un kilomètre et demi au nord-ouest du centre-bourg de Lizières.
Elle prend la direction du nord-ouest, passe sous la route nationale 145, oblique vers le nord-est et alimente successivement les étangs de la Petite Cazine puis de la Grande Cazine, ce dernier s'étendant sur 54 hectares. Au sortir de celui-ci, la Cazine est franchie par la route départementale (RD) 49. Un kilomètre plus loin, elle prend la direction du nord. Elle traverse le bourg de Saint-Léger-Bridereix où elle passe sous la RD 951.
Elle se jette dans la Sédelle en rive droite à 283 m d'altitude, en limite des communes de Sagnat et Saint-Léger-Bridereix, près de deux kilomètres au nord du bourg de Saint-Léger-Bridereix, 150 mètres à l'ouest de l'intersection des RD 15 et 46. Sur les deux derniers kilomètres de son cours, la Cazine sert de limite communale, séparant Saint-Léger-Bridereix à l'ouest de Colondannes puis Sagnat à l'est.
S'écoulant globalement du sud vers le nord, la Cazine est longue de 13,36 km. De sa source à sa confluence avec la Sédelle, sa pente moyenne est de 11,08 %.

### Communes et département traversés
La Cazine arrose six communes de l'arrondissement de Guéret dans le département de la Creuse, soit d'amont vers l'aval : Lizières (source), Noth, Naillat, Saint-Léger-Bridereix (confluence avec la Sédelle), Colondannes et Sagnat (confluence avec la Sédelle).

### Bassin versant
Son bassin versant est constitué d'une zone hydrographique : « La Sédelle de sa source à la Brézantine (non comprise) », au sein du bassin DCE beaucoup plus étendu « La Loire, les cours d'eau côtiers vendéens et bretons ». Outre les six communes arrosées par la Cazine, le bassin versant en concerne trois autres :
- Saint-Agnant-de-Versillat arrosée par le ruisseau d'Aigueperse[3],
- Saint-Priest-la-Plaine où un affluent sans nom de la Cazine prend sa source[4],
- La Souterraine où le ruisseau d'Aigueperse prend sa source[3].

### Affluents et nombre de Strahler

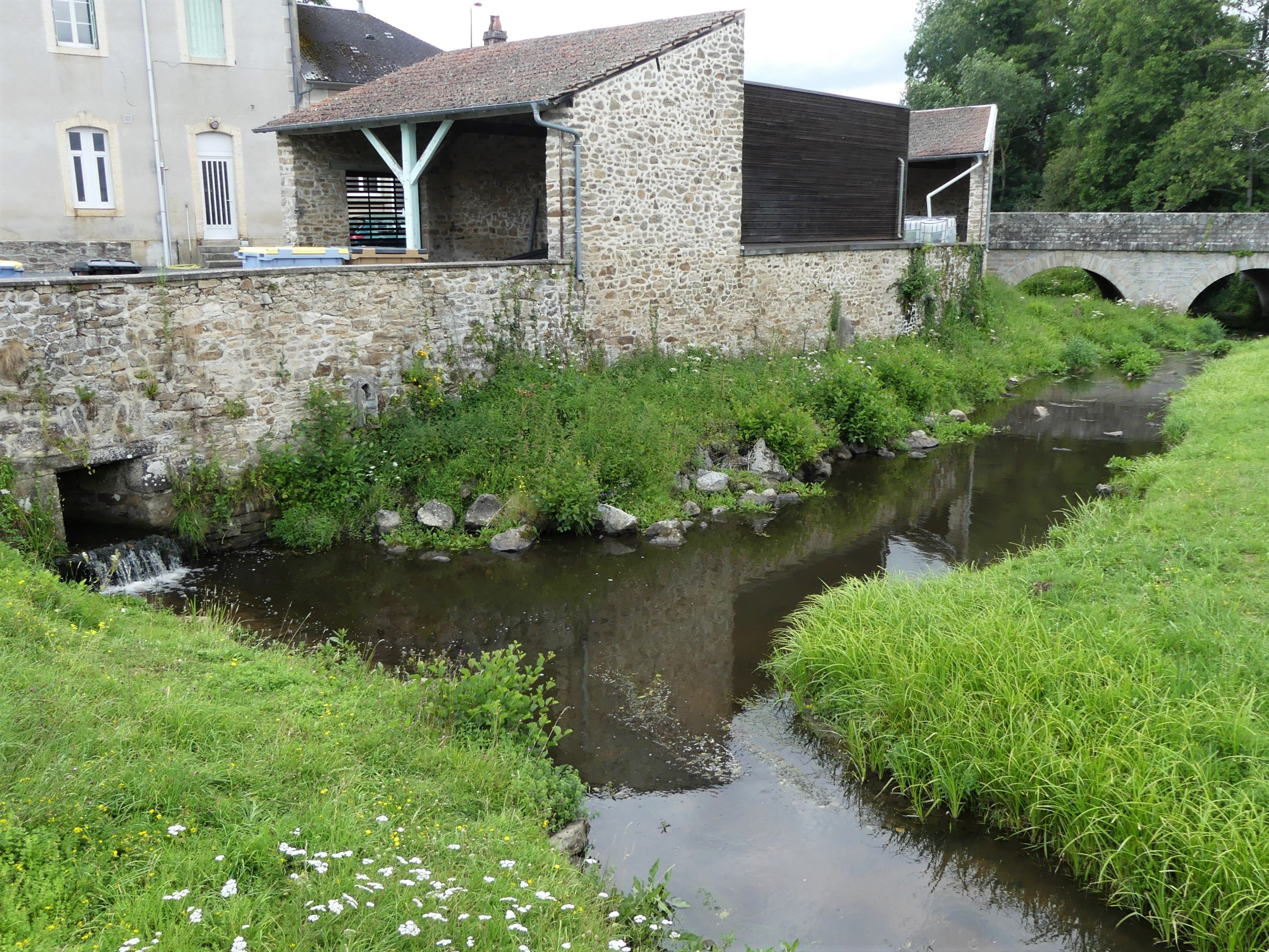
Confluence du ruisseau du Mas (venant de la gauche) avec la Cazine (venant d'en bas à droite), à Saint-Léger-Bridereix.

Parmi les dix affluents répertoriés par le Sandre, trois dépassent les trois kilomètres de longueur : le Mas 6,82 km, en rive gauche et deux ruisseaux sans nom, tous deux en rive droite, longs de 5,15 km et 
3,6 km.
Le Mas ayant deux affluents — dont le ruisseau d'Aigueperse long de 3,9 km — mais aucun sous-affluent, le nombre de Strahler de la Cazine est donc de trois.

### Organisme gestionnaire
Le bassin versant de la Cazine est couvert par le schéma d'aménagement et de gestion des eaux (SAGE) « Creuse ». 
Ce document de planification, dont le territoire correspond au bassin de la Creuse, d'une superficie de 9 544 km2 est en cours d'élaboration. La structure porteuse de l'élaboration et de la mise en œuvre est l'établissement public territorial de bassin de la Vienne.

## Environnement
Il existe deux zones naturelles d'intérêt écologique, faunistique et floristique (ZNIEFF) de type 1 concernant la Cazine.
Le site « bois, bocage et étang de la Grande Cazine » s'étend sur 704 hectares, incluant les étangs de la Grande Cazine et de la Petite Cazine ; il est situé principalement sur le territoire de Noth, et très partiellement sur ceux de Lizières, Saint-Agnant-de-Versillat et La Souterraine,.
Cette zone présente une diversité biologique importante avec 168 espèces animales recensées dont treize espèces déterminantes (deux insectes, quatre mammifères, quatre oiseaux et trois poissons), ainsi que treize espèces végétales dont six déterminantes de plantes phanérogames.

L'étang de la Grande Cazine
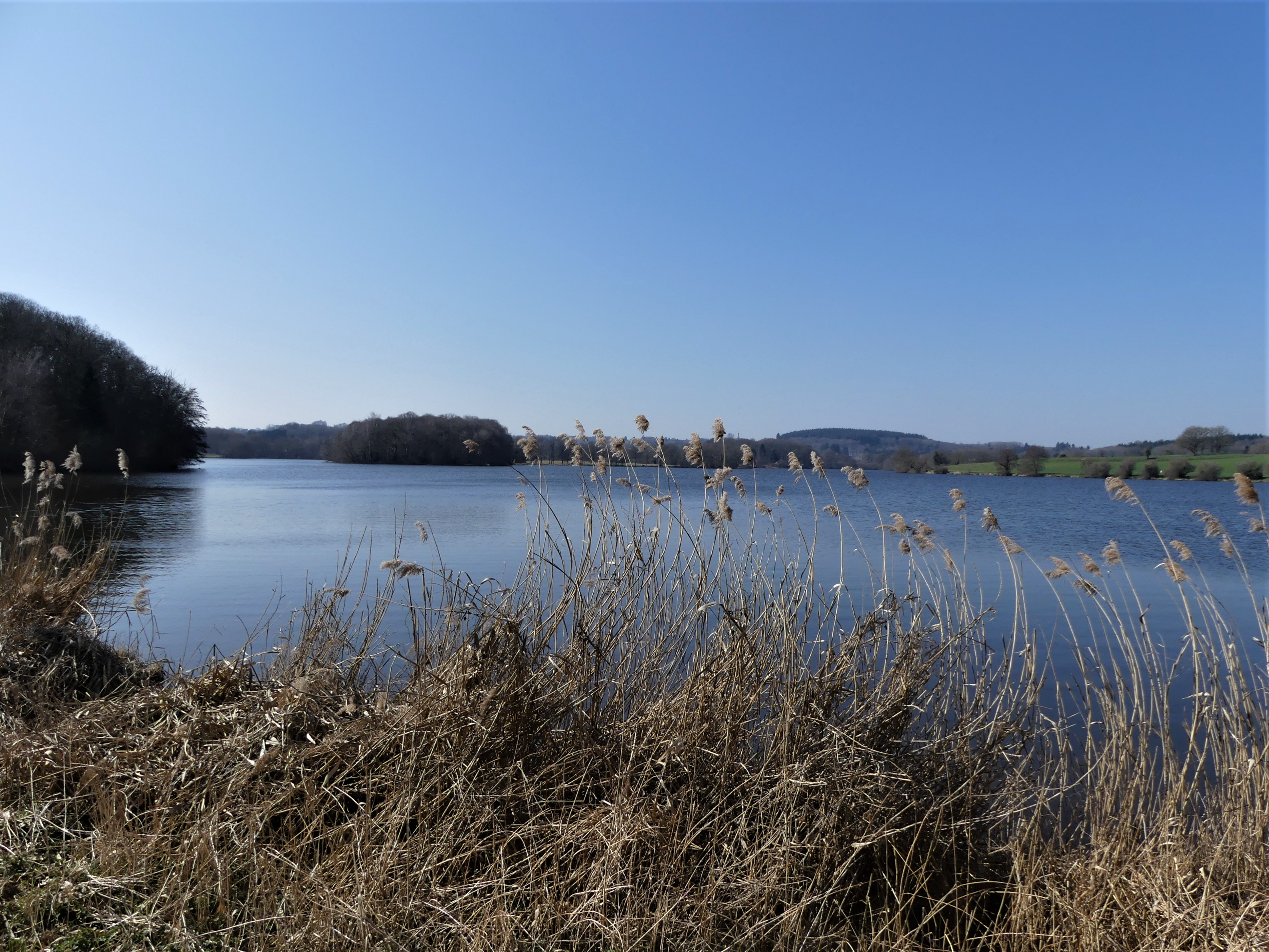
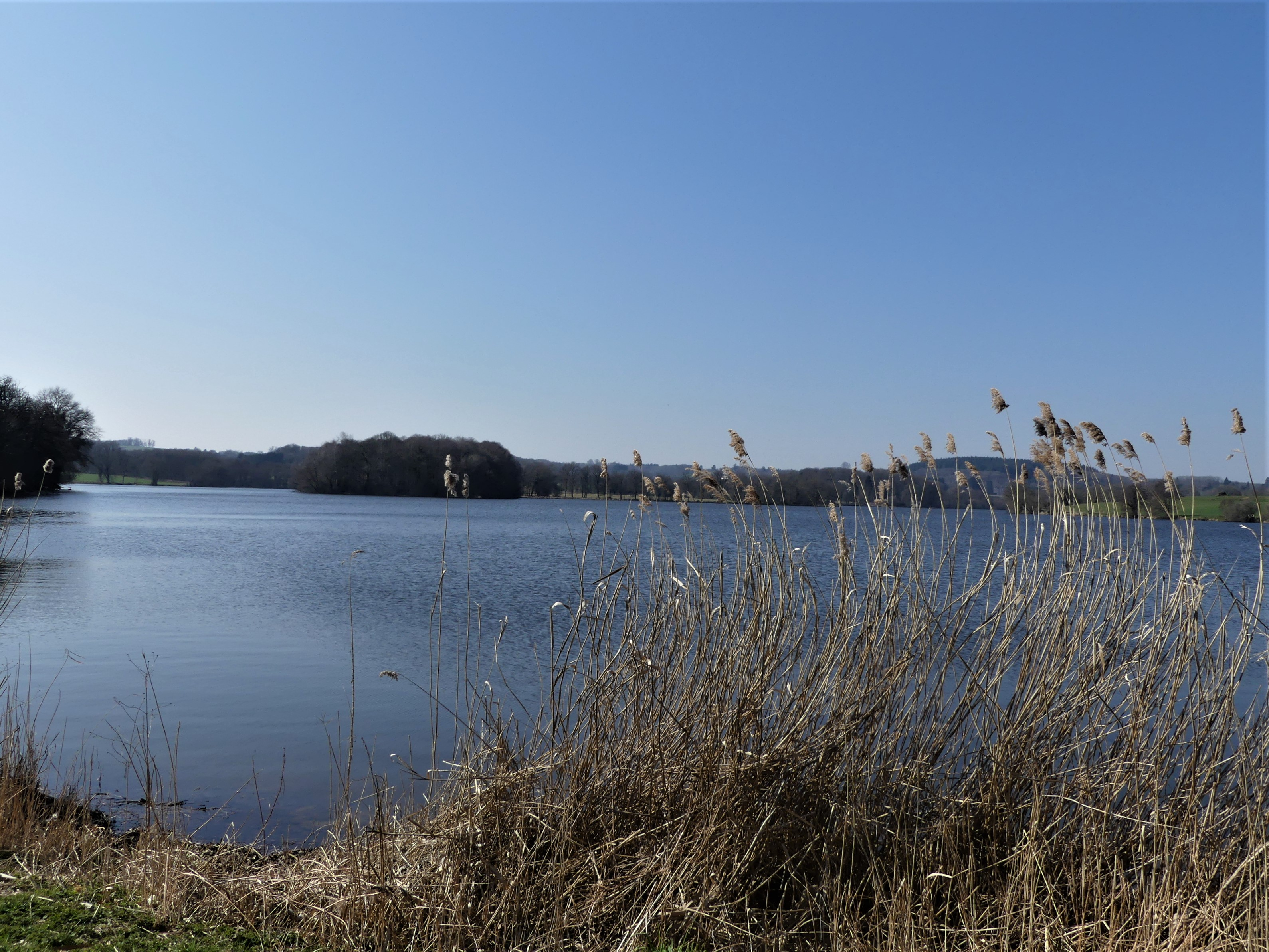
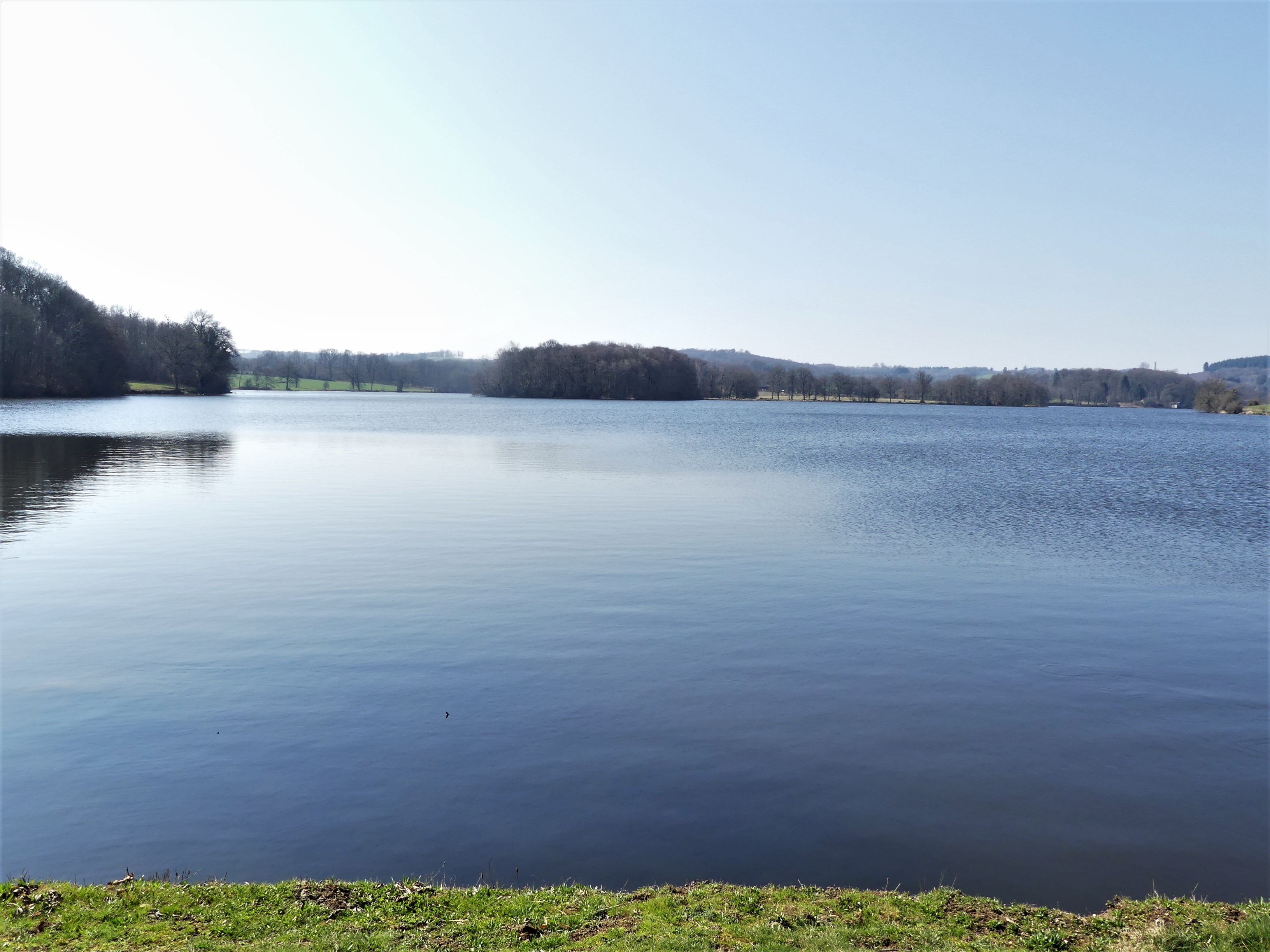
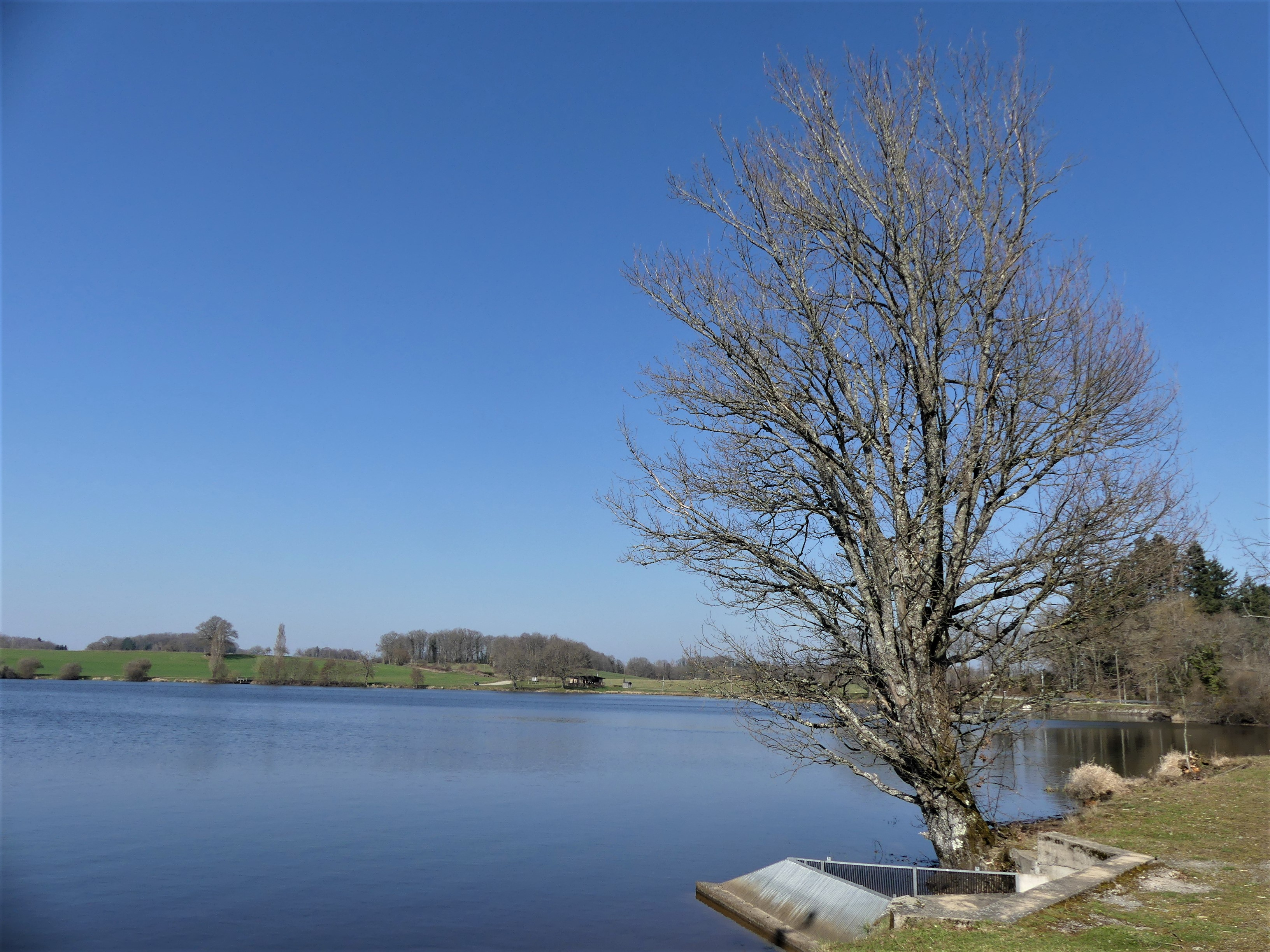
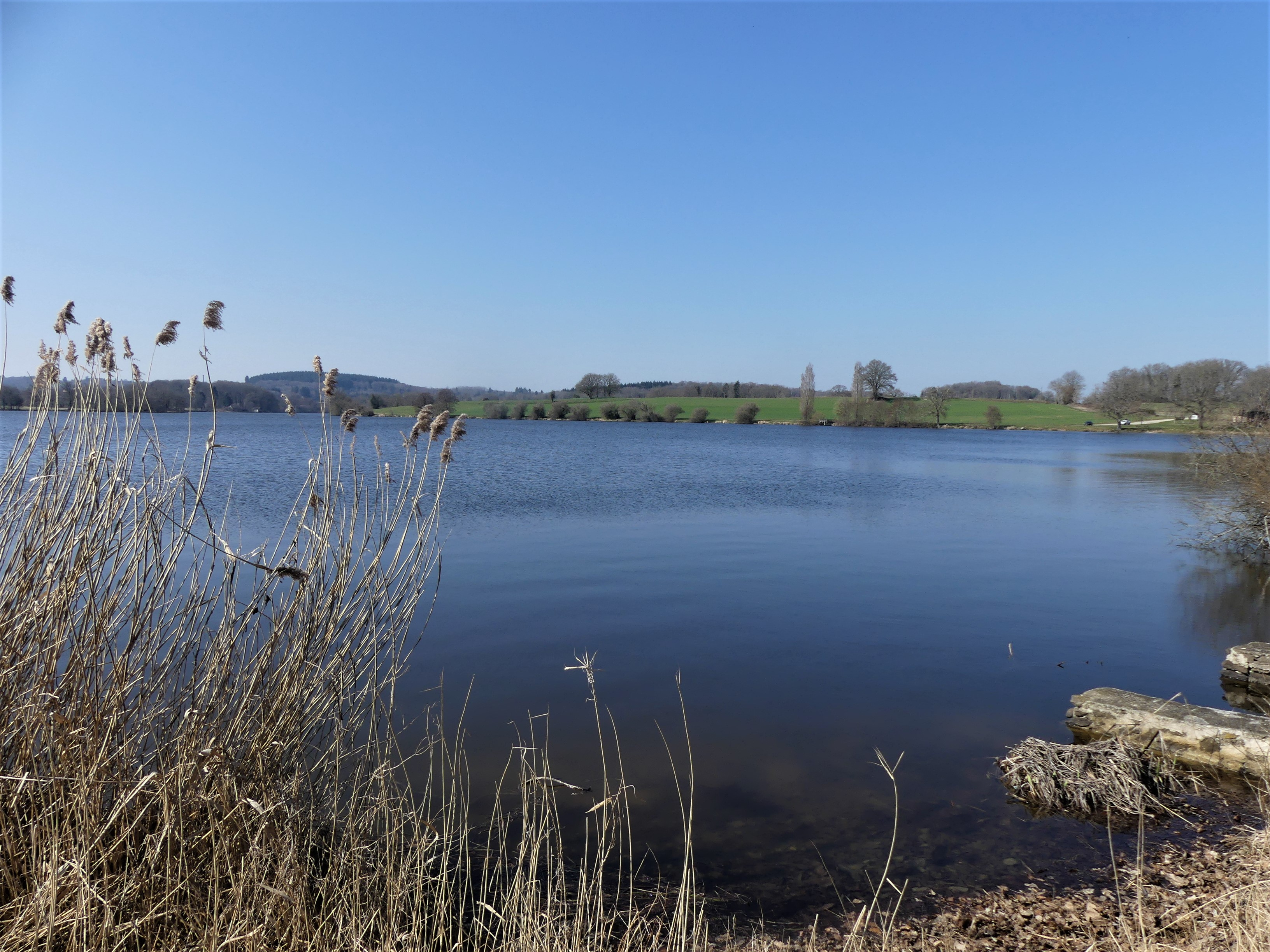

Les « combes de la Cazine » s'étendent sur 72 hectares, répartis entre les territoires de Colondannes (44 %), Naillat (35 %) et Saint-Léger-Bridereix (21 %),.
Cette zone présente une diversité biologique intéressante avec 44 espèces animales recensées dont huit espèces déterminantes (trois insectes, deux mammifères, un oiseau et deux poissons), ainsi que 17 espèces de plantes phanérogames dont sept déterminantes.

Les combes de la Cazine en limite de Saint-Léger-Bridereix et Colondannes.
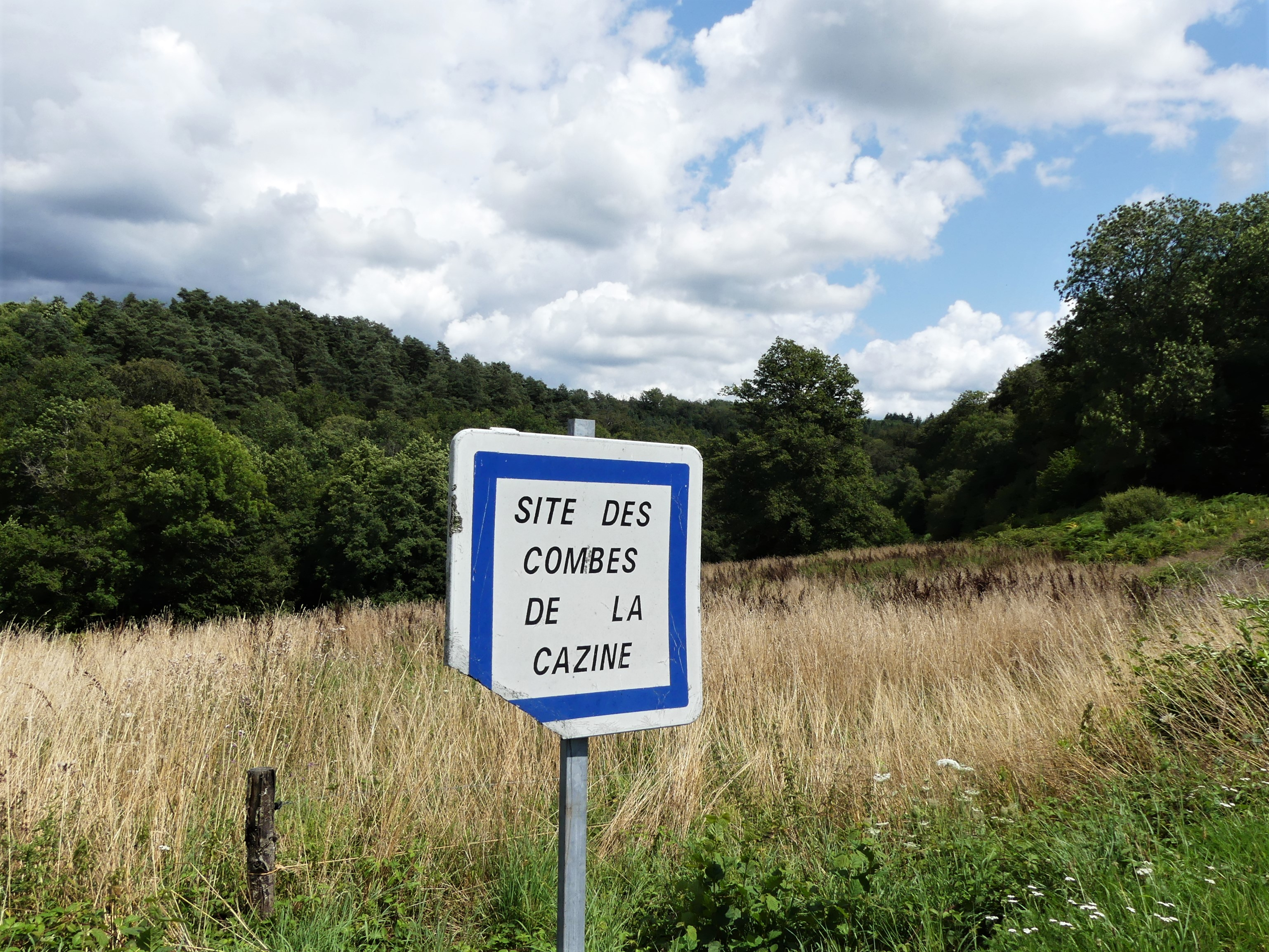
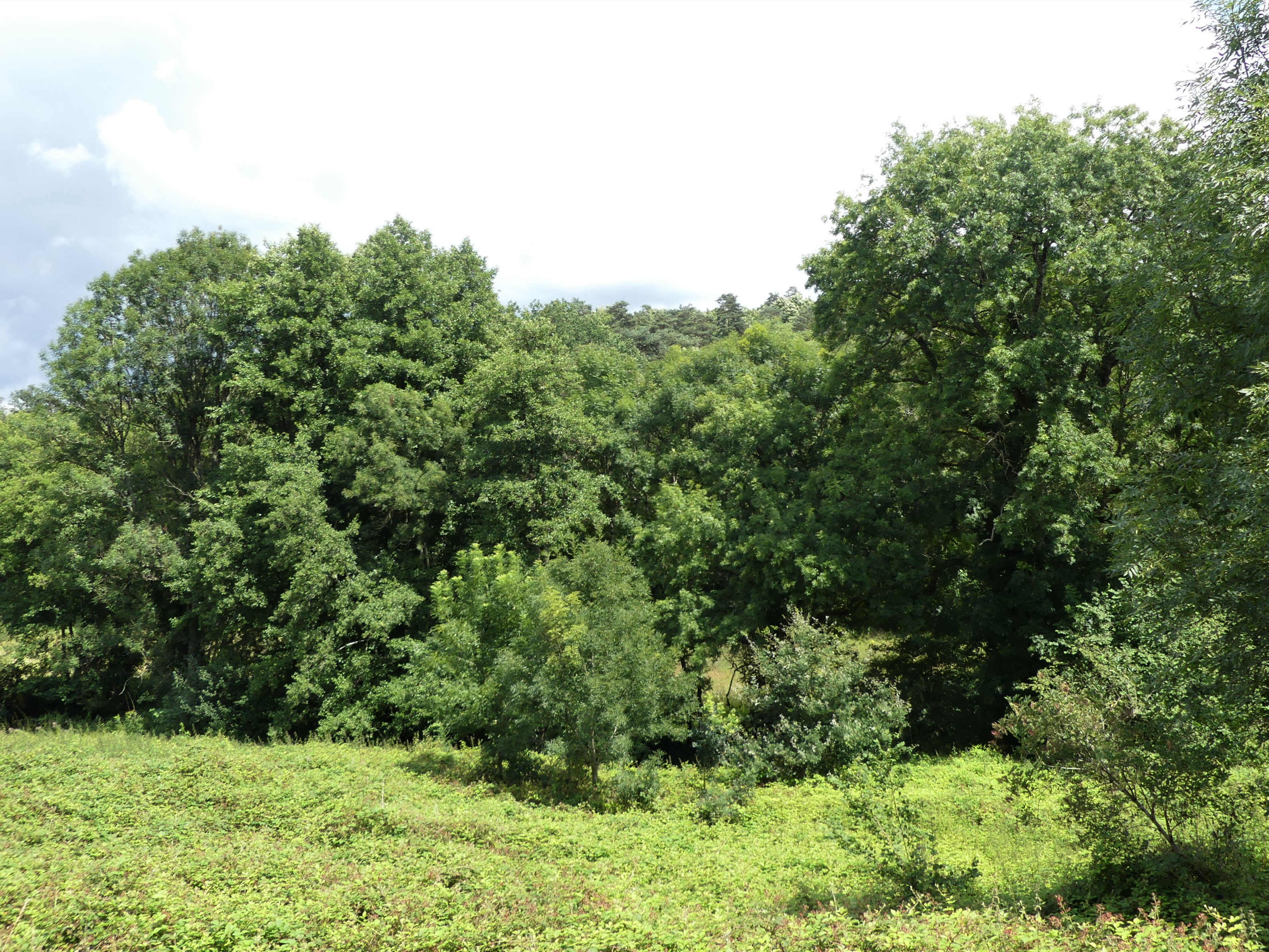
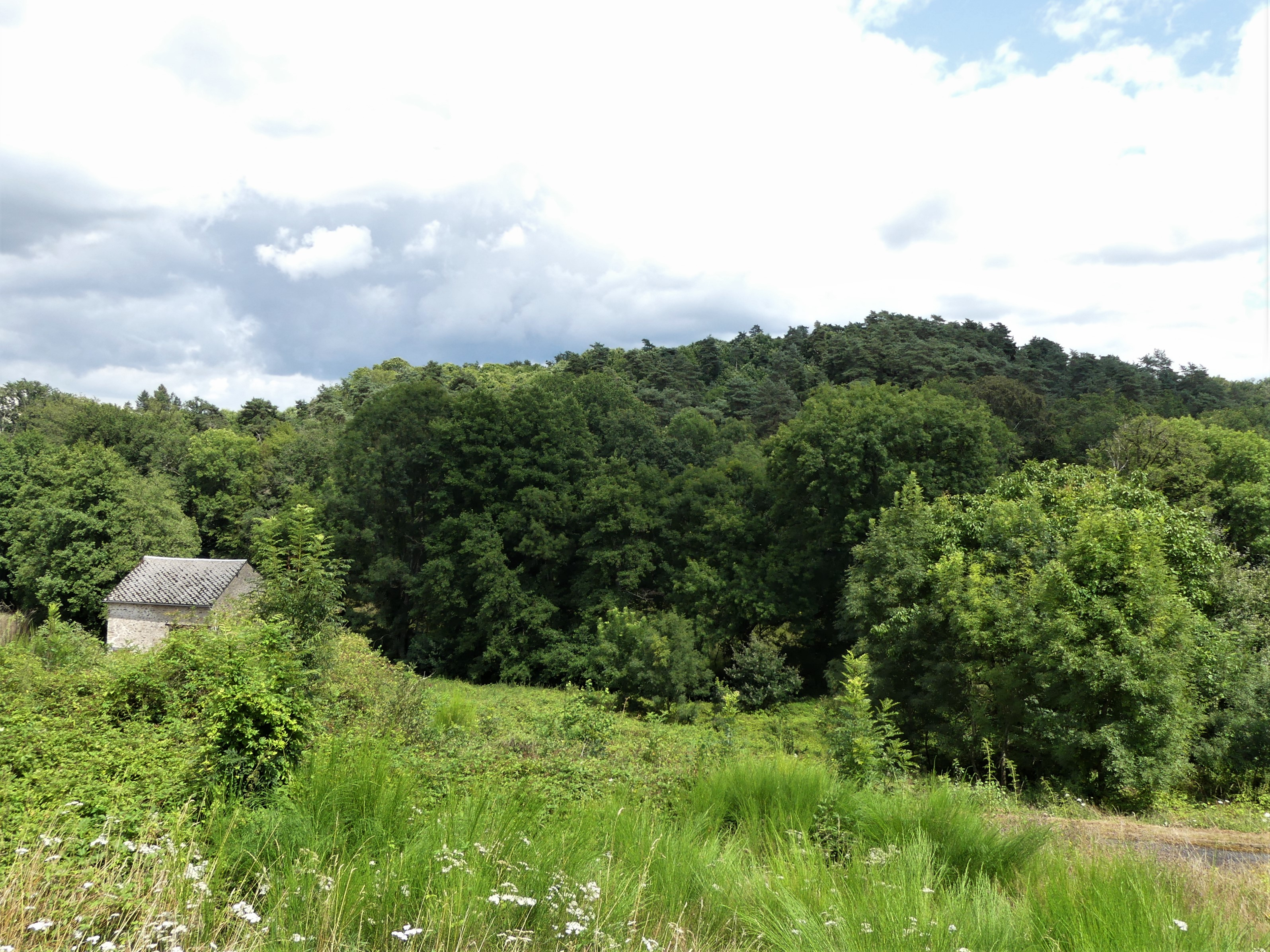
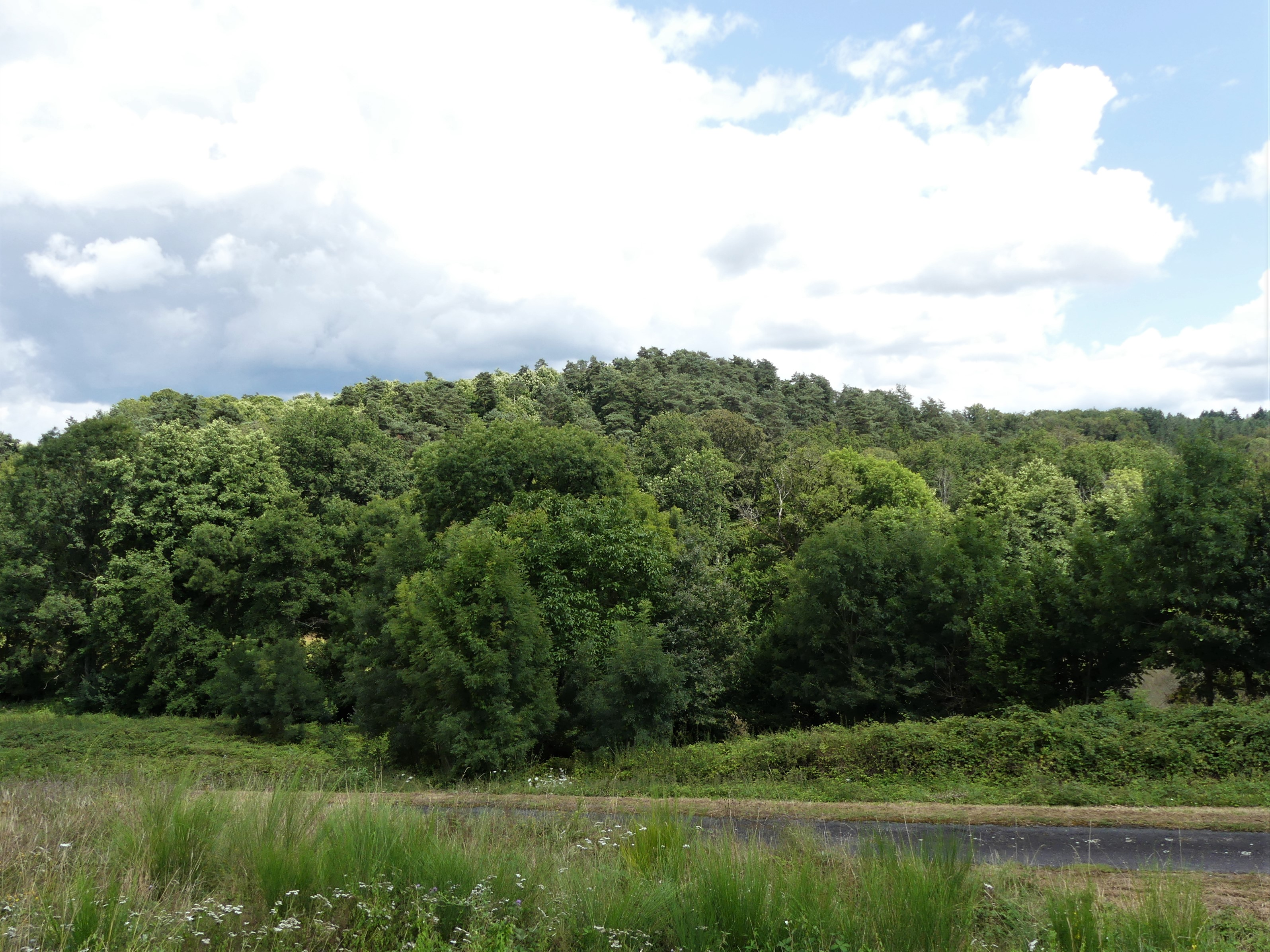